# 勒孔维利耶

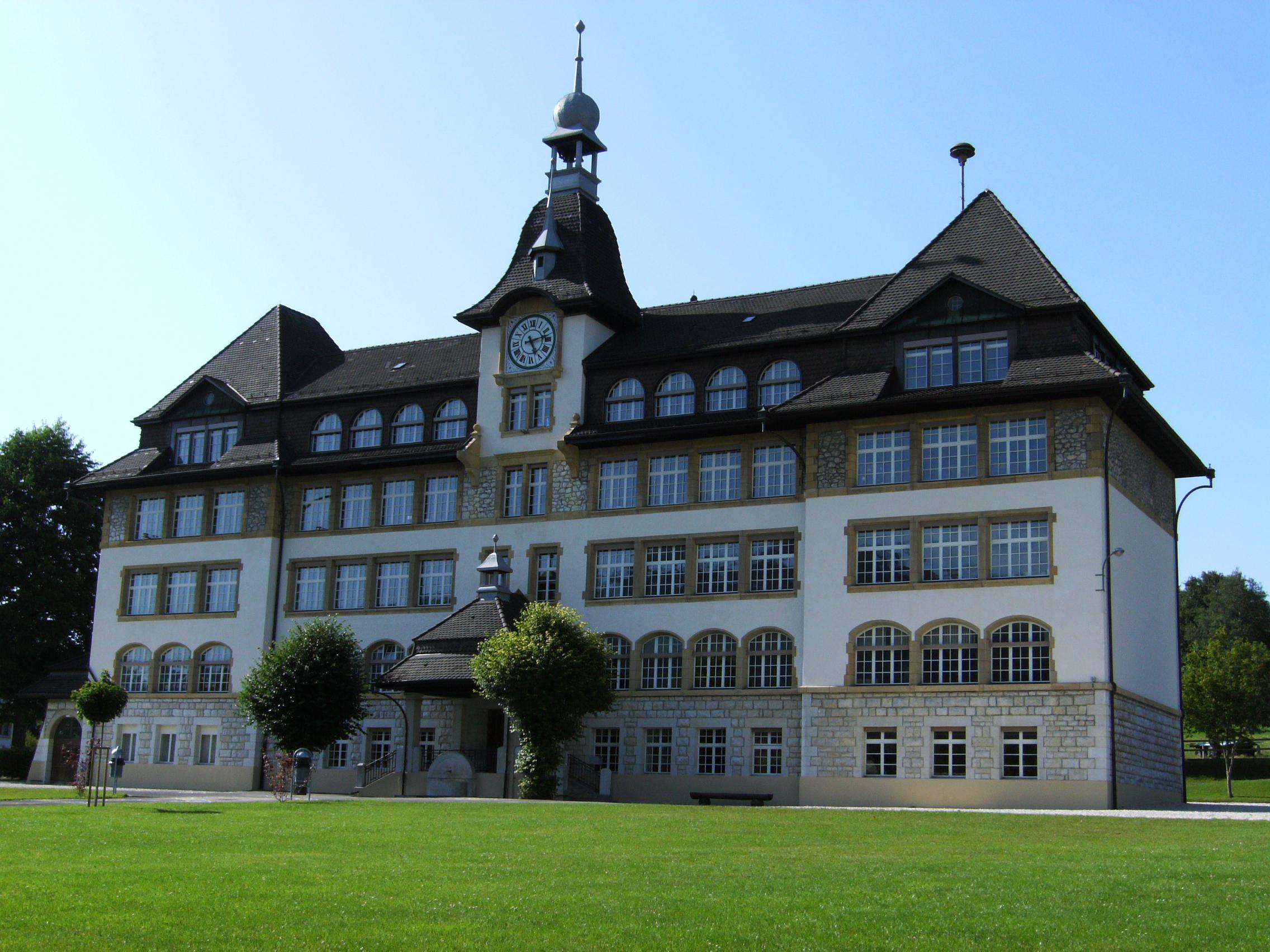

勒孔维利耶（法語：Reconvilier）是瑞士的市镇，位於該國中西部，由伯恩州負責管轄，面積8.25平方公里，海拔高度731米，2011年人口2,187，四成半人口信奉基督教，人口密度每平方公里265人。

## 外部連結
- http://www.reconvilier.ch（页面存档备份，存于） Official website